# Oplotnica
Oplotnica – wieś w Słowenii, w gminie Oplotnica. W 2018 roku liczyła 1397 mieszkańców.